# Maróni
Maróni (en grec moderne : Μαρώνι) est un village du district de Lárnaca en Chypre.

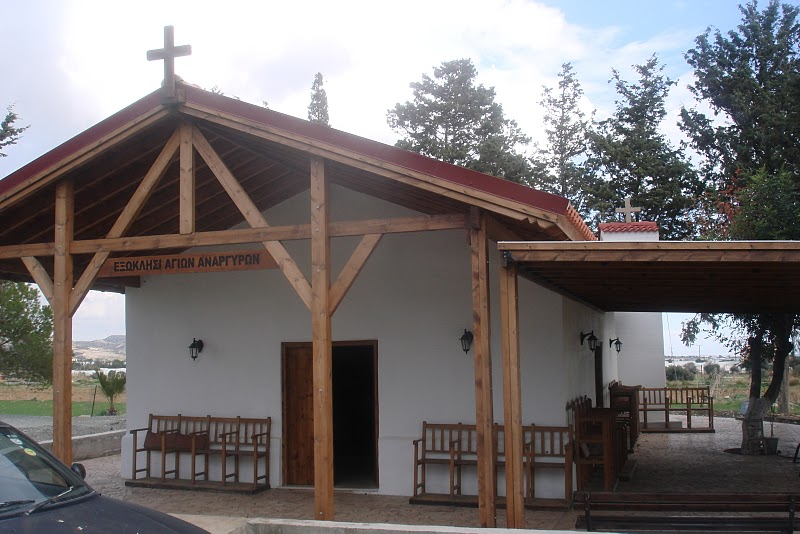
Église de Maróni

## Démographie
Le recensement de 2011 comptabilise 710 habitants.